# Храм Соломона
Храм Соломона, також відомий як Перший храм (івр. בֵּית־הַמִּקְדָּשׁ: Beit HaMikdash) — Єрусалимський Храм у стародавньому Єрусалимі до його знищення Навуходоносором II після «Облоги Єрусалима» 587 році до н. е. Його наступником був Другий Храм, збудований у VI ст. до н. е.

## Вступ
У стародавньому Ізраїлі будування храму дозволялось лише в період великої єдності всього ізраїльського народу. Так, за Святим Письмом, «Перший Єрусалимський храм» був споруджений саме тоді, коли єврейський народ випромінював єдність та усвідомлення себе як єдиного цілого. А все це відбувалось за царювання Соломона.
Сам Соломон створив план спорудження храму, де ізраїльтяни могли б поклонятися Богу.
Цар Давид перетворив Єрусалим на святе місто, яке стало осередком релігійного життя усіх дванадцяти колін Ізраїлю. За переданням Біблії, сам Давид мав на меті споруджувати храм, але пророк Натан порадив йому віддати цю місію своєму сину Соломону.

## Будівництво Храму Соломона
Цар Давид в роки свого правління здобув у війнах багато металу та золота, срібла та міді, які згодом віддав на спорудження Храму Божого.
Своєму сину Соломону цар Давид доручив продовжити справу і добудувати храм. У Соломона було достатньо запасів золота і срібла, які дістались йому від батька. Тому Соломон почав працювати: первісних жителів Ханаану він взяв у робітників для добування і доставки каменю для Храму.
Цікаво, що сам Давид, піклуючись про довершення початої справи, доручив усім начальникам Ізраїлю допомагати своєму сину у спорудженні Храму Божого. А перед смертю Давид віддав Соломону свій план будівництва Храму. Сам опис проекту будівництва цар Давид закінчив фразою: «Все це (сказано) в писанні від Господа, який напоумив мене у всіх роботах».
До будівництва храму Соломон, син царя Давида, приступив на четвертий рік свого царювання. На жаль, точні дані про те, у якому році Соломон почав царювати, не збережені, однак, є гіпотеза, що Єрусалимський храм почали будувати у 966 році до н.е. Саме будівництво тривало цілих 7 років. А повністю готовий храм був у восьмому місяці 11 року від дня царювання Соломона.
Урочисте «відкриття» храму було відсвятковано дуже помпезно. У святі брали участь старійшини Ізраїлю, голови племен та інші. Цілих 2 тижні святкували євреї завершення будівництва та відкриття Храму Божого.
Під час урочистостей Соломон мав промову, в якій сказав:
«Господь сказав, що Він пробуватиме в імлі; я побудував храм, на оселю Тобі, місце Твого пробування навіки». (3 Цар. 8:12–13)

## Архітектура Храму Соломона

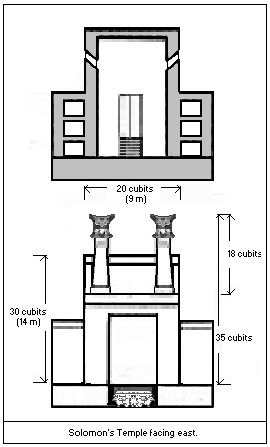
ескіз храму Соломона за описом в Біблії

На жаль, на сьогодні немає жодного джерела, яке б розповідало про архітектуру Храму Соломона. Тому археологи припускають твердження, що Єрусалимський храм містив багато елементів інших храмів Стародавнього Сходу. Проте, відомо, що Храм, побудований в Єрусалимі, кардинально відрізнявся від усіх інших споруд, які існували на той час в Ізраїлі.
Територія Храму поділена на дві частини: власне двір і будівлю Храму. Сам двір також був розділений на дві частини: зовнішню і внутрішню. Зовнішній двір, як відомо, був призначений для єврейського народу — там проводилися народні збори, а ще туди збирались люди на молитви.
Внутрішній двір (який звали ще «верхнім») служив для священнослужителів. Цей двір був оточений низькою огорожею так, щоб люди могли бачити

## Будівля Храму
Відомо, що сама будівля Храму була розміщена в центрі внутрішнього двору Єрусалимського храму. Довжина будівлі становила 60 ліктів (зі сходу на захід), ширина — 20 ліктів (з півночі на південь) і висота — 30 ліктів. Варто зауважити, що ці дані — це лише розміри внутрішньої частини храму, товщина стін невідома, лише в описі Храму Єзекіїля йдеться про те, що вона становить 6 ліктів. Дах Храму був рівним.

Вигляд храму з опису.

Не можна не сказати про красу будівлі: внутрішні стіни були покриті золотом. Оздоблені опуклими фігурами херувимів та квітів.
Притвор — східна частина Храму, яка відділяла святе місце від зовнішнього двору. Він мав 20 ліктів завширшки і 10 ліктів у довжину. Припускають, що висота Храму Соломона становила 120 ліктів, однак, фахівці припускають, що дані — перебільшено.
Саме богослужіння велося у святилищі Хейхал, яке було найбільшим приміщенням Храму Соломона. Відомо, що до святилища вели великі двері, прикрашені вирізаними на ній херувимами та квітами. Ширина дверей становила 10 ліктів.
Стіни святилища займали понад 6 ліктів, верхня частина якої була «зайнята» вікнами. Святилище всередині було осяяне світлом і золотом: там стояла золота менора Мойсея, а з двох сторін її оточували золоті світильники. Вони горіли постійно, не залежно від часу доби.
Як і у всіх храмах сьогодні, перед входом у Святеє Святих стояв маленький жертовник з кедрового дерева, що було покрите золотом. А Святая святих — це двір, який відокремлював кам'яною стіною. Відомо, що там (у Святая Святих) знаходився Ковчег Завіту, в якому береглися Скрижалі Заповіту. А поряд з Ковчегом по обидві сторони стояли дві величезні скульптури херувимів, які простягали по одному крилу до Ковчега. Самі херувими сягали у висоту понад 10 ліктів (а це — 5 м). Приміщення Святая Святих нічим не освітлювалось, там не було вікон і туди не мав права ніхто заходити, окрім священиків.
За тими описами, що вціліли, можна стверджувати, що Храм Соломона мав дуже міцний і високий фундамент: він складався із 3 поверхів, перший з яких сягав висоти звичного другого поверху. Фундамент не був просто непотрібним заповненням, у ньому було безліч кімнат. Довжина кімнат нижнього поверху становила 5 ліктів, середнього — 6 ліктів, а третього — 7 ліктів.

## Історія Храму Соломона (950–587рр. до н.е.)
Євреї полюбили свою святиню, вона стала провідною в архітектурі цілого міста. Стало традицією серед ізраїльтян приходити 3 рази в рік у Храм Соломона.
Але політична ситуація в країні погіршувалася. Це мало свій відбиток на архітектурі Єрусалимського храму. Відомо, що Єровоам I (930 рік до н. е.) хотів підірвати «авторитет» храму і відновив старі святилища в Бет-Елі, зайнявшись їх реконструкцією, перетворив їх майже на копію Храму Соломона.
Спочатку таке самолюбство Єровоама I ніяк не вплинуло на ізраїльтян — Храм Соломона став провідним місцем для поклоніння Єдиному Богу. Так, навіть гора Моріа, на якій було збудовано Храм, стала Божою горою.
Але з роками, з ускладненням політичної ситуації цілого Ізраїлю, Єрусалимський храм виявився недостатнім для задоволення народної потреби у відправленні релігійних обрядів. Так, Храм Соломона часто грабували. Та після кожного спустошення знаходились ті, хто мав сили та бажання його знову відновлювати. Про серйозний ремонт Храму згадується за часів правління царів Йоаша й Йосипа. Так, цар Єзекія оголосив Єрусалимський храм єдиним місцем для служіння Богу Ізраїлю.
Та вже після його смерті в самому храмі були поставлені статуя Астарти і язичницькі жертовники. Більше того, — туди поселили блудниць.
А коли до влади прийшов цар Йосія у 662 році до н. е., ним було ліквідовано всі язичницькі культи, Єрусалимський храм був остаточно перетворений на релігійний центр. Однак, вже через 11 років, після того, як Седекія захотів відділити Юдею від Вавилону, вавилоняни повністю зруйнували Храм Соломона, аж до фундаменту, самих ізраїльтян повбивали, лише деяких взяли в полон. Після цих подій сам Ковчег Завіту було втрачено.